# Vienolossi
Vienolossi（ビエノロッシ）は、富山県富山市を拠点に活動する女性ご当地アイドルグループである。「ご当地アイドル殿堂入り」。

## 概要
2012年春、富山市牛島新町に拠点を持つ芸能事務所「41（フォーワン）Promotion」（埼玉県川口市）代表の山本洋一と、富山市堤町通りでクラブハウス「LEVEL3」を営む久郷晋一が「全国展開できるご当地アイドルをつくりたい」と共同で企画をスタートした。山本がマネージャーを務めるフリーアナウンサーの相本芳彦も賛同し、全体を統括するプロデューサーとして参加することになった。
富山県をPRするご当地アイドルとして、メンバーを地元情報誌やインターネットで公募。2012年10月から12月にかけて3回のオーディションを行い、県内の女性68人の応募者の中から、小学6年生1名、中学生4名、高校生2名、社会人1名の計8名を選出した。楽曲制作やダンス、歌唱指導も県出身者が担当、メンバーは2013年2月から毎週2回、学校や仕事の後に「Vの道場」（クラブハウス「LEVEL3」）でダンスや歌の特訓を積み、同年3月25日に富山市民プラザでデビュー発表会を開き、オリジナル曲「スローモーション」を披露した。
活動は毎月の定期公演を軸に、各地のイベントへの出演のほかBCリーグ（現：日本海オセアンリーグ）・富山GRNサンダーバーズやBリーグ・富山グラウジーズ、Jリーグ・カターレ富山などの県内のプロスポーツチームの試合でのパフォーマンスも行っている。また、2015年から富山GRNサンダーバーズの球団マスコットガールに任命されている。
尚、キャッチフレーズは ぴちぴちの宝石アイドル 「ビエノロッシ」である。

### グループ名の由来
富山県の名産品である「白えび」を逆から読むと「ビエロシ」になり、それをアレンジした「ビエノロッシ」がグループ名に採用され、Ustreamの放送にて発表された。 相本は「彼女たちには『富山湾の宝石』と呼ばれるシロエビにも負けないくらいの輝きで、富山を全国にPRしてほしい」とネーミングに込めた意味合いを説明している。

## 略歴

### 2012年
- 07月、「富山ご当地アイドル発掘プロジェクト」始動
- 12月02日、最終選考会を経てメンバー8人が決まり、富山市内の「LEVEL3」で本格的なレッスン、活動をスタート。

### 2013年
- 02月11日、Ustreamの放送にて、グループ名、富山ご当地アイドル『Vienolossi（ビエノロッシ）』を発表。
- 02月21日、グループで初めてとなる企業CMに出演。（島田・松井・藤井）
- 03月24日、ウイング・ウイング高岡にて開催された「北陸新幹線開業2年前イベント〜新幹線とこれからのとやま〜」に出演[6][7]。
- 03月25日、富山市民プラザで記者会見を開き、デビューを発表[2]。公式サイト開設。
- 04月19日、2尾生の募集を開始[8]。
- 04月28日、初の定期公演を富山市内のクラブハウスLEVEL3で開始[9]。
- 08月05日、連続テレビ小説『あまちゃん』と連動したNHKの「全国『あまちゃん』マップ！あなたの町おこしキャンペーン」[10] 地元サポーターに選出される[11]。
- 12月01日、デビューシングル「スローモーション」発売。
- 12月31日、久郷晋一プロデューサーが本人からの申し出により富山ご当地アイドル発足委員会を退会。新体制となる[12]。これに伴い定期公演は2014年2月より富山ステーションフロントCiC5階、「いきいきKAN」内の「とやま劇場」で行なわれるようになった。

### 2014年
- 02月04日、富山市出身の北村森が作詞、JR山手線など多くの駅の発着メロディーを手掛ける塩塚博が作曲した北陸新幹線応援ソングを3月29日にJR高岡駅地下のイベントスペースで発表することが報道される[13][14]。
- 03月09日、東京・上野アメ横センタービルの「上野アメ横アイドル劇場」にて開催された「聖地巡礼〜上野アメ横アイドル物語〜2014SPRING」に出演[15]。
- 03月24日、東京・TSUTAYA O-EASTにて開催された「JPS(JOY POP SCRAMBLE)ガールズボイス ベルサス 2014春フェス!!」に出演[16]。
- 03月25日、3期生となる新メンバー3名を発表、あわせて県内15市町村を巡るツアー「ビエノ学宴祭」の計画を発表[17]。
- 03月27日、NHK「恋する地元キャンペーン」の「あなたの地元の恋ジモサポーター」富山県代表に選出される[18]。
- 03月29日、ステーションビル「クルン高岡」オープニング、北陸新幹線開業100日前イベントにおいて新曲「15（フィフティーン）〜駈けてくる君に」初披露[19]。
- 05月31日、富山市山王町の日枝神社の春季例大祭「山王まつり」とやま山王市に出演[20]。
- 06月15日、東京・赤坂GENKI劇場にて開催された「ウタ娘定期ライブ」に出演[21]。
- 06月28日、名古屋・新栄ダイアモンドホールで開催された「中部限定 LAWSON Presents ジモドルフェスタLIVE 2014 SPRING」に出演。
- 07月05日、高岡市戸出地区で開催された「第51回戸出七夕まつり」で富山県射水市発のご当地アイドル「IMZ（アイム・ゼット）」と共演[22]。
- 07月19日、富山県の全15市町村を回るツアー「ビエノロッシ学園祭2014」をスタート[23]。第一回目は滑川市クラス会と称して滑川市のほたるいかミュージアム周辺で開催された「2014ふるさと龍宮まつり」のステージで新曲「乙ン速DASH」を披露した。
- 07月26日、富山市の岩瀬カナル会館を主会場に開催された「第67回岩瀬みなと祭・白えび祭」で出演者100人が「心待ち新幹線」をテーマにビエノロッシの北陸新幹線応援ソング「15〜駈けてくる君に」に合わせた輪踊りを披露[24][25]。
- 09月23日、つくばテレビが運営するアイドル専門チャンネルPigooにて放送されたドラマ「聖リミュエール女学園〜夢見るフェアリーズ〜」に主人公・きら役で島田理奈が出演[26]、空野青空、藤井希来里、田辺和紗、伏木結晶乃も同作で役者デビューを果たした[27]。

### 2015年
- 02月15日、セカンドシングル「15〜駆けてくる君に」発売。
- 03月14日、CiCビル前広場で開催された北陸新幹線開業富山駅歓迎イベントのステージにて新衣装および新曲「富山首都化計画」を披露。
- 05月23日、東京アイドルフェスティバル 2015への出演が決定[28]。
- 06月25日、iOS向け公式アプリ「ビエノロッシ（公式）」の配信を開始[29]。
- 08月01日、サードシングル「乙ン速DASH!」発売。
- 08月01日・2日、東京アイドルフェスティバル 2015に初出演し、3回公演を行った。

### 2023年
- 03月25日、結成10年を迎えて日本ご当地アイドル活性協会より『ご当地アイドル殿堂入り』に認定される[30]。

## メンバー

### 現在のメンバー
- 2020年1月27日現在

| 名前      | よみ            | ニックネーム | 生年月日              | 出身地 | 期       | 備考                   |
| --------- | --------------- | ------------ | --------------------- | ------ | -------- | ---------------------- |
| 押川 愛永 | おしかわ まなえ | まーちゃん   | 1996年4月20日（28歳） | 高岡市 | 第三尾生 | Vsister                |
| マナ      | まな            | まなちゃん   | 2006年4月20日（18歳） | 富山市 |          | 2018年9月23日デビュー  |
| らんらん  | らんらん        | らんちゃん   | 2000年2月7日（25歳）  | 富山市 |          | 2018年10月14日デビュー |

### 元メンバー
| 名前        | よみ              | ニックネーム | 生年月日               | 出身地 | 期       | 備考 |
| ----------- | ----------------- | ------------ | ---------------------- | ------ | -------- | --- |
| 中野 留美   | なかの るみ       | るみるみ     | 1995年11月28日（29歳） |        | 第一尾生 | 2013年12月卒業。 |
| 松長 沙都希 | まつなが さつき   | さっちゃん   | 2000年5月12日（24歳）  |        | 第一尾生 | 2014年1月卒業。 |
| 堀田 彩     | ほりた あや       | あやぼう     | 1996年12月7日（28歳）  |        | 第一尾生 | 2014年1月卒業。 |
| 早瀬 結麻   | はやせ ゆま       | ゆまち       | 1988年5月6日（36歳）   |        | 第一尾生 | 2014年1月卒業。 |
| 神山 青唯   | かみやま あおい   | -            | -                      |        | 第三尾生 | 2014年3月脱退。 |
| 空野 青空   | そらの あおぞら   | あおにゃん   | 1996年10月16日（28歳） |        | 第二尾生 | 体調不良の為2014年8月3日定期公演まで活動休止、 同年8月16日定期公演で脱退発表。                                                  |
| 寶島 美春   | たからじま みはる | みはるん     | 1996年4月10日（28歳）  |        | 第三尾生 | 2014年7月19日、予尾生から3尾生へ昇格。 2015年3月30日、保護者の意向により脱退。                                                  |
| 藤井 希来里 | ふじい きらり     | きらりん     | 1999年11月23日（25歳） |        | 第一尾生 | 2015年6月21日、定期公演で病気の治療のため卒業することを発表、 同年8月1日・2日の東京アイドルフェスティバル2015出演をもって卒業。 |
| 松井 リズ   | まつい りず       | りっちゃん   | 1997年12月10日（27歳） |        | 第一尾生 | 2015年10月25日卒業。 |
| 松岡 凛子   | まつおか りんこ   | りんりん     | 1996年1月29日（29歳）  |        | 第二尾生 | 2016年3月26日卒業。 |
| 杉本 彩希   | すぎもと さいき   | さいきち     | 2000年6月19日（24歳）  |        | 第三尾生 | 3尾生3次合格（2014年7月19日発表） 学業優先の為、2016年3月31日卒業。                                                             |
| 田辺 和紗   | たなべ かずさ     | かっさ       | 1999年3月21日（25歳）  |        | 第二尾生 | 2016年5月15日卒業。 |
| 中沖 凜     | なかおき りん     | なーりん     | 2001年3月14日（23歳）  | 富山市 | 第三尾生 | 3尾生2次合格（2014年6月1日発表） 2016年9月19日卒業。 2017年2月よりアップアップガールズ（2）として活動開始。                     |
| 中川 幸香   | なかがわ さちか   | がわさち     | 2000年8月21日（24歳）  |        | 第三尾生 | 2016年12月23日卒業。 |
| 伏木 結晶乃 | ふしき ゆきの     | ゆっきー     | 1997年7月17日（27歳）  | 氷見市 | 第一尾生 | 2017年1月15日卒業。 2019年4月よりIDOLATERとして活動開始。                                                                       |
| 島田 理奈   | しまだ りな       | りなりな     | 1998年4月24日（26歳）  | 富山市 | 第一尾生 | リーダー 2017年1月21日卒業。 2023年7月より富山グラウジーズ専属ダンスチームG.O.W ROUGE 2023-2024シーズンメンバーとして活動開始。 |
| 稲田 琴乃   | いなだ ことの     | ことこと     | 2001年12月26日（23歳） | 富山市 | 第四尾生 | 2018年5月13日卒業。 |
| みれい      | みれい            | みれれ       | 2001年12月29日（23歳） | 富山市 | 第四尾生 | 2018年5月13日卒業。 |
| 加治 杏     | かじ あん         | あん         | 2004年5月23日（20歳）  | 富山市 | 第四尾生 | 2018年5月27日卒業。 2018年9月9日よりWAggのア・アンズピアとして活動開始。                                                        |
| うえだ まゆ | うえだ まゆ       | まゆ         | 2002年2月5日（23歳）   | 富山県 | 第四尾生 | 2018年6月2日卒業。 |
| 西川 桜那   | にしかわ らな     | らな         | 2001年4月24日（23歳）  | 富山県 | 第四尾生 | 2018年6月2日卒業。 |
| 松井 千明   | まつい ちあき     | ちぃちゃん   | 2002年4月24日（22歳）  | 富山県 |          | 2018年9月26日脱退。 |
| 橘 由紀子   | たちばな ゆきこ   | ゆきちん     | 1988年1月2日（37歳）   | 富山市 |          | 2019年12月29日卒業。 |
| 片山 夏希   | かたやま なつき   | なっち       | 2004年4月21日（20歳）  | 富山市 | 第四尾生 | 2017年2月11日デビュー 2023年3月卒業。                                                                                           |

## 作品

### シングル
- 「スローモーション」（2013年12月1日）
- 「15〜駈けてくる君に」（2015年2月15日）
- 「乙ン速DASH!」（2015年8月1日）

### 映像作品
- 『聖リュミエール女学園～夢見るフェアリーズ〜』（2014年6月20日）
- 『Sweet Fairies〜聖リュミエール女学園 イメージ編〜』（2014年7月18日）

## ライブ
- 富山ご当地アイドル「Vienolossi」オフィシャルサイト 定期公演より[35]

### 定期公演
2016年
| 公演日        | #   | 公演名               | 備考             |
| ------------- | --- | -------------------- | ---------------- |
| 2016年1月4日  | 075 | ビエノロッシ定期公演 | 新春スペシャル   |
| 2016年1月9日  | 076 | ビエノロッシ定期公演 | 松岡凛子成人祭   |
| 2016年1月31日 | 077 | ビエノロッシ定期公演 | 松岡凛子生誕祭   |
| 2016年3月20日 | 078 | ビエノロッシ定期公演 | 田辺和紗生誕祭   |
| 2016年3月26日 | 079 | ビエノロッシ定期公演 | 松岡凛子卒業公演 |
| 2016年4月3日  | 080 | ビエノロッシ定期公演 | 中沖凜生誕祭     |
| 2016年4月16日 | 081 | ビエノロッシ定期公演 | 押川愛永生誕祭   |
| 2016年4月23日 | 082 | ビエノロッシ定期公演 | 島田理奈生誕祭   |
| 2016年5月15日 | 083 | ビエノロッシ定期公演 |                  |

- 2013年は富山市堤町通りにある「Vの道場」ことクラブハウスLEVEL3をホームグラウンドとして活動、毎週日曜日に定期公演を開催。最終日曜日の定期公演内でゲストを迎えたスペシャルライブを実施していた。2014年2月より定期公演の会場を富山ステーションフロントCiC5階、「いきいきKAN」内の「とやま劇場」に変更し、月1、2回の開催としている。
- 2014年4月の定期公演より、Vienolossi専属MCを41promotion所属の尾崎恵理佳（おざきえりか）が担当している[36]。

### ツアー
- Vienolossiビエノロッシ学園祭2014開校 富山県15市町村ツアー より[23]

| 公演日                                      | 公演名                                      | イベント名 （会場）                                                                              | 備考                                        |                                             |
| ビエノロッシ学園祭2014 富山県15市町村ツアー | ビエノロッシ学園祭2014 富山県15市町村ツアー | ビエノロッシ学園祭2014 富山県15市町村ツアー                                                      | ビエノロッシ学園祭2014 富山県15市町村ツアー | ビエノロッシ学園祭2014 富山県15市町村ツアー |
| ------------------------------------------- | ------------------------------------------- | ------------------------------------------------------------------------------------------------ | ------------------------------------------- | ------------------------------------------- |
| 2014年07月19日                              | 滑川市クラス会                              | 2014ふるさと龍宮まつり （ほたるいかミュージアム周辺）                                            | 新曲「乙ン速DASH」披露                      |                                             |
| 2014年09月27日                              | 黒部市クラス会                              | 第59回 くろべフェア2014 （黒部市総合体育センター）                                               |                                             |                                             |
| 2014年10月04日                              | 高岡市クラス会                              | 高岡万葉まつり「朗唱の会」 （高岡古城公園）                                                      |                                             |                                             |
| 2014年10月05日                              | 氷見市クラス会                              | ひみ番屋街創業2周年感謝祭 （道の駅氷見 芝生広場）                                                |                                             |                                             |
| 2014年10月18日                              | 魚津市クラス会                              | 第10回魚津産業フェア「〇〇（まるまる）魚津」 （ありそドーム）                                    |                                             |                                             |
| 2014年10月25日                              | 入善町クラス会                              | JAみな穂フェスティバル （JAみな穂営農センター）                                                  |                                             |                                             |
| 2014年11月01日                              | 朝日町クラス会                              | 町制60周年記念事業「かがやけ朝日」 （朝日町文化体育センター「サンリーナ」）                      |                                             |                                             |
| 2014年11月02日                              | 射水市クラス会                              | いみずケーブルまつり2014 （高周波文化ホール（新湊中央文化会館））                                |                                             |                                             |
| 2014年11月08日                              | 小矢部市クラス会                            | 小矢部市農業祭 （クロスランドおやべ）                                                            |                                             |                                             |
| 2014年12月23日                              | 砺波市クラス会                              | KIRAKIRAミッション2014クリスマスメモリーナイト （砺波チューリップ公園）                          |                                             |                                             |
| 2015年01月31日                              | 立山町クラス会                              | とやま鍋自慢大会2015 （グリーンパーク吉峰内グリンパルよしみね）                                  |                                             |                                             |
| 2015年02月07日                              | 南砺市クラス会                              | 第11回南砺利賀そば祭り （利賀国際キャンプ場周辺）                                                |                                             |                                             |
| 2015年02月11日                              | 上市町クラス会                              | 第28回剱岳雪のフェスティバル （上市町役場前駐車場）                                              |                                             |                                             |
| 2015年02月15日                              | 富山市クラス会                              | とやまスノーピアード 立山山麓「雪の祭典」2015 （立山山麓スキー場らいちょうバレーエリア）         |                                             |                                             |
| 2015年03月08日                              | 舟橋村クラス会                              | 喜多山 舟橋店 （喜多山 舟橋店 駐車場）                                                           |                                             |                                             |
| 2015年03月15日                              | 富山県ビエノロッシ学園祭                    | ビエノロッシ学園 富山県全15市町村クラスの学園祭 （富山県総合運動公園陸上競技場スタジアム前広場） |                                             |                                             |

## 出演

### イベント
- 北陸新幹線開業2年前イベント〜新幹線とこれからのとやま〜 (2013年3月24日、ウイング・ウイング高岡)
- HABさくら祭り （2013年4月13日、金沢駅もてなしドーム地下イベント広場）
- にゅうぜんフラワーロード2013 (2013年4月21日、入善町健康交流プラザ・サンウエル)
- たかまち ナンケソ〜レ！ (2013年4月25日、KHEIR)
- J2 カターレ富山 VS 東京ヴェルディ (2013年4月28日、富山県総合運動公園陸上競技場)
- となみチューリップフェア (2013年4月29日、砺波チューリップ公園)
- 高岡獅子舞大競演会 (2013年5月3日、高岡駅前)
- 経堂メガヒルズ住宅展 (2013年5月25日、経堂メガヒルズ)
- 山王まつり (2013年5月31日 - 2013年6月2日、富山市日枝神社周辺)
- カートコース・トップ☆ライズ 5時間耐久レース (2013年6月1日、カートコースとやまトップライズ)

### テレビ
- Youドキッ!たいむ （2013年3月12日、3月25日、富山テレビ放送）
- フレッシュ！×フレッシュ！（2013年4月6日、富山テレビ放送）
- news every.（2013年7月25日、北日本放送）- 北陸3県イイトコどり〜 わがまちの人気者[37]
- アイドルMAKER'S（2014年12月16日、2014年12月27日、2015年1月15日、テレビ埼玉）
- 石ちゃん&振分親方のご当地グルメとりわけ旅〜新春!明けましておめで富山SP〜（2015年1月4日、テレビ朝日）
- コロッケぱらだいす ごきげん歌謡笑劇団（2015年6月25日、NHK）[38][39]

### ラジオ
- 新感覚芸能情報バラエティ よーいちのトリプルエックス（2013年4月5日 - 、富山シティエフエム・Ustream）- 島田理奈・松井リズ
  - 『リナとリズのビエノロッシ学園』毎週金曜日19:00 - 19:30 生放送
- ごきげん歌に乾杯!（2015年5月27日、NHKラジオ）[39]

### CM
- DSフォート（2013年2月 - 2013年3月）- 島田理奈・松井リズ・藤井希来里
- 道の駅カモンパーク新湊、白エビバーガー（2014年）
- 北陸グッドドライバープロジェクト（2014年）
- SONY Xperia（2015年7月24日・7月31日、KNB北日本放送（富山県地域のみ））- 島田理奈[40]

### キャンペーン・イメージキャラクター
- NHK「全国『あまちゃん』マップ！あなたの町おこしキャンペーン」地元サポーター（2013年）
- NHK「恋する地元キャンペーン」あなたの地元の恋ジモサポーター富山県代表（2014年）
- 富山県ケーブルテレビ協議会イメージキャラクター（2014年 - ）[41]
- 黒部峡谷鉄道「欅平駅」一日駅長（2014年[42]、2015年）
- 富山サンダーバーズベースボールクラブ2015シーズン球団マスコットガール（2015年 - ）[43]
- 北陸新幹線 IDOL league「WE are 7 girls」（2015年3月21日 - 2016年3月）

### インターネット配信
- ぴっちぴっちえびちゃんねる（2013年2月25日 - 2014年、Ustream、隔週月曜日 20:01 - ）
- Showroom 生放送（2014年 - 、SHOWROOM、毎週金曜日 20:30 - 21:30）

## 雑誌掲載
- JTB時刻表 2015年3月号（2015年2月25日、日本交通公社）4 - 5p - 富山県とのタイアップ[44]。
- 月刊タウン情報とやま（TJとやま)（株式会社シー・エー・ピー） - Vienolossiのもっと富山を元気にします！[45]